# Vauchelles-les-Quesnoy
Vauchelles-les-Quesnoy är en kommun i departementet Somme i regionen Hauts-de-France i norra Frankrike. Kommunen ligger i kantonen Abbeville-Nord som tillhör arrondissementet Abbeville. År 2022 hade Vauchelles-les-Quesnoy 809 invånare.

## Befolkningsutveckling
Antalet invånare i kommunen Vauchelles-les-Quesnoy
| Referens: INSEE |